# Zbigniew Kuderowicz
Zbigniew Marcin Kuderowicz (ur. 12 listopada 1931 w Kielcach, zm. 27 kwietnia 2015) – polski filozof, historyk i etyk, nauczyciel akademicki, profesor nauk humanistycznych.

## Życiorys
Wykładał m.in. na Uniwersytecie Jagiellońskim, gdzie od 1974 do 1984 pełnił funkcję dyrektora Instytutu Filozofii i Uniwersytecie Warszawskim. Był członkiem egzekutywy OOP PZPR na Wydziale Filozofii UW. Był kierownikiem Katedry Filozofii Wydziału Historyczno-Socjologicznego na Uniwersytecie w Białymstoku. Od 1974 był członkiem Komitetu Nauk Filozoficznych Polskiej Akademii Nauk. Specjalizował się w historii filozofii niemieckiej i polskiej XIX i XX wieku.
Wyróżniony nagrodą resortową II stopnia (1982, 1984) oraz III stopnia (1968). Odznaczony Krzyżem Kawalerskim Orderu Odrodzenia Polski oraz Medalem 40-lecia Polski Ludowej. Pochowany został 30 kwietnia 2015 na cmentarzu Starym w Kielcach, w grobowcu rodzinnym. 

## Wybrane publikacje
- Doktryna moralna młodego Hegla: analiza teorii wolności (1959)
- Problematyka wolności w doktrynie społecznej Adama Müllera (1961)
- Scheller, czyli personalizm etyczny (1962)
- Fichte (1963)
- Światopogląd a życie u Diltheya (1966)
- Struktura i Historia u Zygmunta Łempieckiego (1967)
- Hegel a problem ciągłości kultury (1970)
- Biografia kultury (1973)
- Filozofia dziejów: rozwój problemów i stanowisk (1973, II wyd. 1983)
- Historyk filozofii jako „opiekun spolegliwy” (1976)
- Przegląd metod historii filozofii (1978)
- Klasyczna filozofia niemiecka jako źródło współczesnej antropologii filozoficznej (1978)
- Dylematy historiozoficzne w myśli polskiego modernizmu (1979)
- Nietzsche (1976, IV wyd. 2004)
- Artyści i Historia (1980)
- Cierpienie a sens historii (1981)
- Wolność i historia: studia o filozofii Hegla i jej losach (1981)
- Hegel i jego uczniowie (1984)
- Polska próba neoheglizmu (1984)
- Nowatorstwo czy kontemplacja (1986)
- Dilthey (1967, II wyd. 1987)
- Wpływ walki z faszyzmem na filozofię europejską (1988)
- Filozofia nowożytnej Europy (1989)
- Nietzsche – fenomen kultury nowoczesnej (1992)
- Idea a sens świata: o koncepcji idei w filozofii Kanta (1993)
- Filozofia o szansach pokoju. Problem wojny i pokoju w filozofii XX w. (1995)
- Ocena heglizmu w kręgu polskiego modernizmu: Stanisław Brzozowski i Karol Irzykowski (1998)
- Kant (2000)
- Koncepcja praw historii w ujęciu Feliksa Konecznego (2000)